# Covid19-koronavírus-járvány Ukrajnában
Ez a szócikk a Covid19-koronavírus-járvánnyal kapcsolatos ukrajnai adatokat és ismereteket tartalmazza.
Ukrajnában 2021. április 6-i állapot szerint 1 769 164 főnél mutatták ki Covid19-fertőzést és 369 162 az aktív fertőzöttek száma. A koronavírus-járványnak eddig 35 017 halálos áldozata van Ukrajnában és 1 362 379 felgyógyult beteg ismert. 2021. április 6-i adatok szerint Ukrajnában a Covid19 okozta halálozások száma egymillió főre vetítve 804 fő (ezzel Európában a 34., a világon az 52. a halálozási rangsorban).

## Események

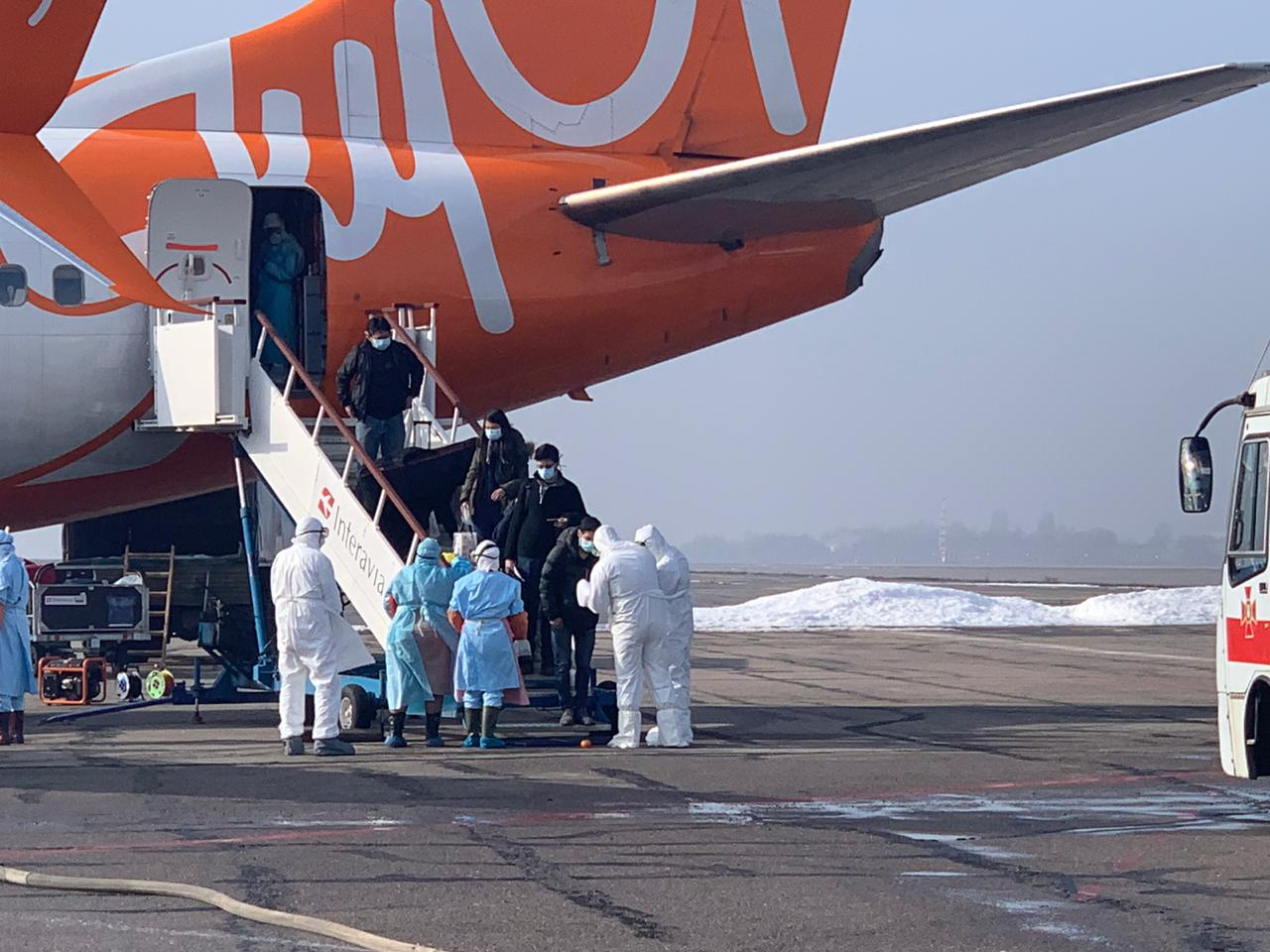
Vuhanból evakuált Ukrán állampolgárok érkeznek a SkyUp légitársaság rendkívüli járatával a Harkivi nemzetközi repülőtérre

Az első koronavírusos esetet 2020. március 3-án Csernyivciben diagnosztizálták egy férfinél, aki Olaszországból érkezett haza (repülőgéppel Romániába, onnan autóbusszal Ukrajnába).
Március 24-én vált ismertté, hogy az Ivano-frankivszki területen regisztrált öt fertőzött személy közül kettő ápolónő, akik a korábban koronavírus fertőzésben ott elhunyt beteggel érintkeztek.
Március 25-én Ukrajna egy újabb régiójában, a Vinnicjai területen is diagnosztizáltak fertőzött beteget.

## Intézkedések
Az Ukrán Miniszteri Kabinet 2020. március 11-én határozatot fogadott el az országos karantén március 12-i bevezetéséről április 3-ig. Az országos karantén keretében beszüntették az iskolai oktatást Ukrajnában, valamint 200 főben korlátozták a tömegrendezvények résztvevőinek maximális számát.
A 2020. március 23-án megjelent elnöki rendelet értelmében az ukrán sorkötelesek április–májusban esedékes bevonulását az Ukrán Fegyveres Erőkhöz a május–július közötti időszakra halasztották.
Március 24-én 12:00-tól a Boriszpili nemzetközi repülőtér kivételével minden más repülőtéren leállították az utasforgalmat.
Március 25-én az ukrán kormány az egész országra szükséghelyzetet hírdetett ki 30 napra, április 24-ig. Korábban már a koronavírus-járványban érintett régiókban, elsőként a Csernyivci területen életbe léptettek szükséghelyzetet, az új kormányrendelet azonban az egész országra egységesen vezet be szükséghelyzetet (nadzvicsajna szituacija). A bevezetett intézkedés nem szükségállapot (nadzvicsajnij sztan) és nem jár semmilyen különleges jogrend bevezetésével. Az ukrán kormány egyúttal meghosszabbította további három héttel a március 12-től október 3-ig érvényes országos karantént, amely így április 24-ig marad érvényben.
Március 17-én Ukrajna mindhárom földalatti gyorsvasútja (kijevi metr), harkivi metró és a dnyiprói metró) leállt.
Március 26-án az Ukraine International Airlines egy hónapos időtartamra, április 24-ig felfüggesztette minden menetrend szerinti járatát.
Március 27. 24:00 órától Ukrajna teljesen lezárta határait, beleértve az ukrán állampolgárok belépésének beszüntetését az ország területére.

## Oltási program
Ukrajna 2021 februárjában 12 millió adag koronavírus elleni vakcína vásárlásáról állapodott meg az indiai Serum Institute vakcinagyártóval. Ennek keretében az indiai cég a Covishield néven gyártott AstraZeneca oltóanyagot és az amerikai NovaVax vakcinát szállít Ukrajnának. A Covishied ukrajna használatát 2021. február 22-én engedélyezte az egészségügyi minisztérium., majd a következő napon, február 23-án érkezett meg a Covishield első 500 ezer darabos szállítmánya. Az ukrajnai oltási kampány február 24-én kezdődött el. Elsőként a Cserkaszi területre szállítottak 22 ezer adag vakcinát és ott történt az első ukrajnai oltás is. 2021. március 15-i állapot szerint Ukrajnában 53 155 főnek adták be a vakcina első adagját.
A lakosság számára az online regisztráció lehetőségét az elektronikus szolgáltatásokat nyújtó Gyija kormányzati portálon 2021. március 1-jén nyitották meg.
Volodimir Zelenszkij elnök március 2-án, a Donecki területen a konfliktuszónában tett látogatása során kapta meg a Covishield első adagját.
A kínai Sinovac céggel március elején állapodott meg Ukrajna 5 millió adat CoronaVac vakcína beszerzéséről, melynek használatát március 9-én engedélyezték. A 250 ezer adagból álló első szállítmány március 25-én érkezett meg Ukrajnába.
Az amerikai Pfizer céggel 10 millió adag vakcina beszerzéséről kötött megállapodást Ukrajna.

## Statisztika[16]

### Területi eloszlás
A regisztrált és megerősített megbetegedések területi eloszlása Ukrajnában 2020. március 9. 10:00 órai állapot szerint:

Az Ukrajnában regisztrált esetek területi eloszlása

A fertőzéses esetek időbeli és területi terjedése

| Terület                   | Esetek száma | Haláleset | Felgyógyult |
| ------------------------- | ------------ | --------- | ----------- |
| Cserkaszi terület         | 80           | 1         | 0           |
| Csernyihivi terület       | 9            | 1         | 0           |
| Csernyivci terület        | 302          | 6         | 13          |
| Harkivi terület           | 5            | 0         | 0           |
| Herszoni terület          | 18           | 1         | 0           |
| Hmelnickiji terület       | 16           | 0         | 0           |
| Kárpátontli terület       | 92           | 4         | 3           |
| Kijev                     | 300          | 5         | 12          |
| Kijevi terület            | 216          | 5         | 9           |
| Kirovohradi terület       | 142          | 7         | 0           |
| Dnyipropetrovszki terület | 60           | 0         | 5           |
| Ivano-frankivszki terület | 300          | 24        | 12          |
| Zsitomiri terület         | 94           | 3         | 0           |
| Donecki terület           | 11           | 1         | 1           |
| Luhanszki terület         | 3            | 0         | 0           |
| Lvivi terület             | 124          | 5         | 6           |
| Mikolajivi terület        | 5            | 0         | 0           |
| Odesszai terület          | 69           | 1         | 0           |
| Poltavai terület          | 25           | 0         | 0           |
| Rivnei terület            | 125          | 7         | 7           |
| Szumi terület             | 74           | 4         | 2           |
| Ternopili terület         | 273          | 5         | 7           |
| Vinnicjai terület         | 194          | 0         | 8           |
| Volinyi terület           | 78           | 3         | 2           |
| Zaporizzsjai terület      | 85           | 1         | 10          |
| Összesen                  | 3102         | 93        | 97          |

## Életkor szerinti eloszlás

### Életkor szerint
A fertőzöttek életkora 2020. március 29-én (százalékos arány):